# Met.Ro.

Met.Ro.

Met.Ro. - Metropolitana di Roma S.p.A. （メトロ - メトロポリターナ・ディ・ローマ株式会社）は、ローマの地下鉄と鉄道に関する公共交通に従事するイタリアの会社である。
ローマ地下鉄のA線とB線および鉄道路線のローマ＝リード線、ローマ＝ジャルディネッティ線、ローマ＝ヴィテルボ線を運営する。

## 歴史
1899年11月29日に「Stfer - Società delle Tramvie e Ferrovie Elettriche di Roma」（ローマ郊外列車・電車会社）という名前でCompagnia Thomson-Houston de la Méditerranéeの保有する鉄道として設立された。
1928年に首都の行政を行うファシストの政治機関であるローマ総督管轄下に入れられた。
ファシズムの崩壊後、「Stefer」という新しい名前はローマの資産となった。1976年にSteferはラーツィオ州の郊外交通の運営を統合し「AcoTraL - Azienda Consortile Trasporti Laziali」（ラーツィオ交通組合公社）に改名。1993年には、ACoTraL は Cotral（Consorzio Trasporti pubblici Lazio、ラーツィオ公共交通組合） の運営をはじめ、CTL (Consorzio pubblici servizi di Trasporto del Lazio、ラーツィオ交通サービス公共組合) と合併。2000年には、Cotral は「Linee Laziali」（ラーツィオ路線）と 「Metroferro」の2つの会社に分けられた。2003年3月31日にMetroferro は Met.Ro.と改称した。

## 株式保有
- ローマ市 - 95.90%
- ヴィテルボ県 - 2.70%
- リエーティ県 - 1.33%

## 会社概要
- 正式社名: Metropolitana di Roma - Met.Ro S.p.A.
- 法的所在地: Via Tiburtina, 770 - 00159 Roma
- 固定番号 と付加価値税登録番号: 06043791000
- 代表: ステーファノ・ビアンキ